# سیدنی کارترایت
سیدنی کارترایت (انگلیسی: Sidney Cartwright; ۱۶ ژوئیهٔ ۱۹۱۰ – ۱۶ دسامبر ۱۹۸۸) بازیکن فوتبال اهل بریتانیا بود.
از باشگاه‌هایی که در آن بازی کرده‌است می‌توان به باشگاه فوتبال آرسنال اشاره کرد.